# Adri Smits
Adri Smits es un deportista neerlandés que compitió en judo. Ganó una medalla de bronce en el Campeonato Europeo de Judo de 1962, en la categoría de +80 kg amateur.

## Palmarés internacional
| Campeonato Europeo | Campeonato Europeo | Campeonato Europeo | Campeonato Europeo |
| Año                | Lugar              | Medalla            | Categoría          |
| ------------------ | ------------------ | ------------------ | ------------------ |
| 1962               | Essen (RFA)        | Medalla de bronce  | +80 kg (A)         |